# Hermann Wilhelm Draber
Hermann Wilhelm Draber (* 20. September 1878 in Niederleppersdorf (1903 zu Landeshut, Schlesien); † 3. September 1942 in Winterthur) war ein deutscher Musikkritiker und Musikschriftsteller.

## Leben und Werk
Draber studierte Flöte und Musikwissenschaft in Breslau und Köln sowie Klavier bei Ferruccio Busoni in Weimar. Von 1903 bis 1909 wirkte er als Musikreferent in London und ab 1910 in Berlin. Zusammen mit Oscar Fried und Oskar Schwalm war er 1909 Mitgründer des Blüthnerorchesters in Berlin. Von 1920 bis 1925 leitete er die Internationalen Festspiele von Zürich. Ab 1927 lebte er als Musikreferent und Musikschriftsteller in der Schweiz. Er veröffentlichte die Flötenschule von Paul Taffanel und Philippe Gaubert (Paris 1928) in deutscher Übersetzung. Die Harfenistin Rahel Draber war seine Tochter.